# Cobert de la mina d'aigua
El Cobert de la mina d'aigua és un cobert del municipi de Caldes de Malavella (Selva) que forma part de l'Inventari del Patrimoni Arquitectònic de Catalunya. Està situat al turó de St. Grau, molt pròxim als Banys Romans, a la Glorieta de Sant Grau i a la petita església de Sant Grau. La seva planta té forma octogonal i està situada sobre una petita base. Vuit pilastres cantoneres amb capitell, senyalen vuit panys de paret, amb vuit obertures en arc de mig punt, i a sobre, hi ha vuit ulls circulars. Sobre les pilastres una mena d'arquitrau sobre el qual hi ha una cornisa esgraonada que sosté un petit terrat amb una barana de ferro forjat.